# Diotima
Diotima eller Diotima af Mantinea (græsk: Διοτίμα; latin: Diotīma) (5. århundrede f.Kr.) var en græsk filosof, som spiller en vigtig rolle i Platons Symposion. Det er hendes ideer, der ligger til grund for begrebet platonisk kærlighed. Men da den eneste kilde, der nævner Diotima, er Platon, ved man ikke, om hun eksisterede som historisk person, eller om hun er en fiktiv karakter. Stort set alle personer nævnt i Platons dialoger har dog vist sig at basere sig på historiske personer i antikkens Athen.

## Rolle iSymposion
I Platons Symposion diskuterer deltagerne i festen begrebet kærlighed. Sokrates siger, at han i sin ungdom lærte om "kærlighedens filosofi" af Diotima, der var seer eller præstinde. Sokrates hævder også, at det lykkedes Diotima at holde Athen fri af pest for et stykke tid. 
I en dialog, som Sokrates gengiver ved symposiet, forklarer Diotima Sokrates kærlighedens (Eros) oprindelse. Ifølge Diotima er kærligheden et middel til at nå en kontemplation af det guddommelige. Man bør bruge sin kærlighed til andre mennesker til derigennem at elske det guddommelige. Ved egentlig platonisk kærlighed inspirerer det elskede andet menneske ånden og sjælen og fokuserer den elskendes opmærksomhed mod det spirituelle. Man går fra at blive opmærksom på den andens skønhed til at værdsætte skønheden, som den eksisterer uafhængig af dens individuelle forekomst, til en betragtning af det guddommelige, skønhedens kilde, til kærlighed til det guddommelige. 

## Diotimas identitet
Navnet Diotima betyder "hædret af Zeus". Hendes hjemby Mantinea var en by i antikkens Grækenland i Peloponnes og stedet for det største slag i den peloponnesiske krig. 
De fleste forskere i det 19. og 20. århundrede mente, at Diotima-figuren var bygget på Aspasia, Perikles' elskerinde, fordi Platon var meget imponeret af hendes intelligens og humor. Det er dog ikke lykkedes at klarlægge Diotimas identitet. Aspasia forekommer under hendes eget navn i Platons dialog Menexenus, og nogle forskere har overbevisende argumenteret for, at Platon ikke brugte opdigtede navne. Altså kan Diotima være en historisk person.

## Indflydelse
Diotima-figuren eller hendes navn optræder i mange filosofiske og kunstneriske værker: 
- Den polske forfatter Jadwiga Łuszczewska brugte psedonymet Diotima (Deotyma).
- Den tyske digter Friedrich Hölderlin kaldte Susette Borkenstein Gontard, der inspirerede ham til at skrive Hyperion, Diotima. I værket skriver den fiktive forfatter og førstepersonsfortæller, Hyperion, breve til sine venner Bellarmin og Diotima.
- Den italienske komponist Luigi Nono brugte navnet Diotima som en del af titlen på hans strygekvartet, Fragmente-Stille, an Diotima, som indeholdt citater fra Hyperions breve til Diotima fra Hölderlins Hyperion.
- Diotima er en af de kvindelige protagonister i Robert Musils Manden uden egenskaber.
- Diotima var navnet på Leni Riefenstahls karakter i stumfilmen Der heilige Berg.
- Diotima optræder i Boris Pasternaks digt "Irpen".
- Asteroide 423 Diotima er opkaldt efter hende.